# Charles-Pendrell Waddington
Pour les articles homonymes, voir Waddington.
Charles-Pendrell Waddington, né le 19 juin 1819 à Milan, en Italie, et mort le 18 mars 1914 à Saint-Georges-Buttavent, est un philosophe français, cousin de Richard et de William H. Waddington. 

## Biographie
Charles Waddington est le fils de William Pendrell Waddington et Jeanne Marie Pauline Tzaut, mariés au temple protestant de l'Oratoire du Louvre en 1818. 
Sa famille protestante est d'origine britannique. Son père est naturalisé français le 11 mars 1818 et son acte de décès, le 6 mars 1821 à Rome, a été transcrit dans l’état-civil de Saint-Rémy-sur-Avre.
Entré à l'École normale à 19 ans en 1838, il est agrégé de philosophie en 1843 puis est reçu premier à l'agrégation des Facultés en 1848. Le 11 novembre 1848, il soutient ses deux thèses de doctorat ès lettres à la Faculté de Paris. La première, en latin, traite de la vie et des écrits de Ramus. La deuxième, en français, s'intéresse à la psychologie d'Aristote. Devenu docteur, il participe à de très nombreuses soutenances de thèses de doctorat ès lettres, en qualité de membre du jury. 
Il commence sa carrière en étant chargé de philosophie au collège de Moulins en 1841 puis en étant suppléant de philosophie dans les collèges royaux de Paris dès 1843 et professeur au collège de Bourges en 1844. Il est maître surveillant à École normale supérieure en 1845 puis il y supplée Jules Simon en 1848. Il enseigne par la suite en tant que suppléant de philosophie au Lycée Napoléon en 1849 et au lycée Louis-le-Grand de 1852-1856, période pendant laquelle il est aussi chargé d'un cours complémentaire à la Faculté des lettres de Paris. 
Il se marie le 7 décembre 1853 à Saint-Georges-Buttavent avec Marie Denis, fille de Martin Denis, affiliée à la famille Denis.
Il a enseigné ensuite la philosophie dans différentes institutions comme le Séminaire protestant de Strasbourg de 1857 à 1874, au lycée Saint Louis de 1864 à 1871, et à la Sorbonne, où il est chargé d'un cours complémentaire de 1872 à 1879 puis, en 1879, il y est nommé professeur de philosophie ancienne jusqu'en 1892.
Il est membre de l'Académie des sciences morales et politiques en 1888, au fauteuil d'Elme-Marie Caro. Professeur à la Sorbonne et académicien, il incitera de nombreuses personnalités à venir admirer la précocité de l'école de Fontaine-Daniel, fondée en 1833 par madame Horem et reconstruite sous l'égide de Gustave Denis en 1862.
En 1886, il est l'un des fondateurs, avec Adolphe Franck, de la Ligue nationale contre l'athéisme.

## Famille

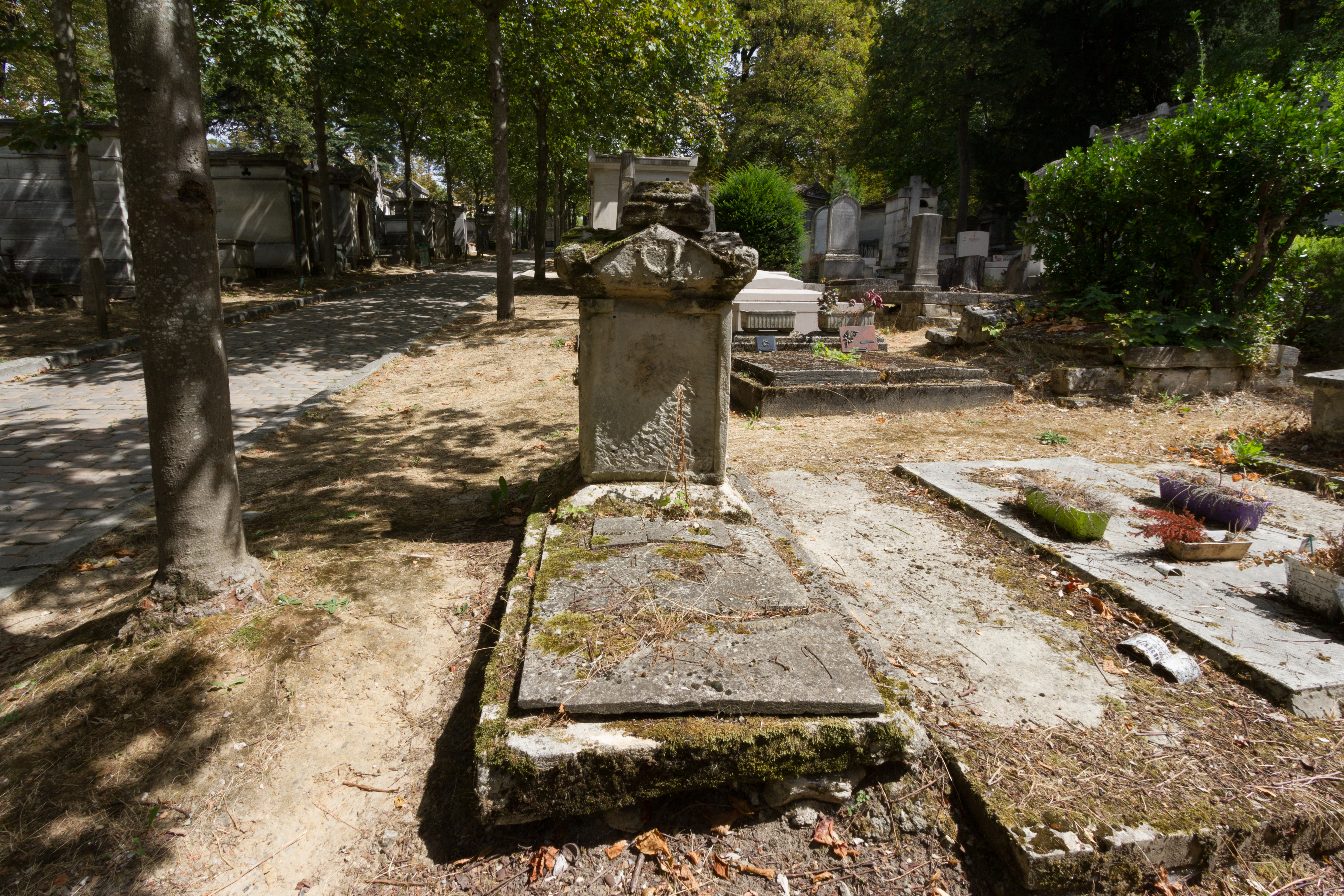
Tombe de William Waddington (1751-1818) à Paris.

- William Waddington, né en 1751, mort à Paris le 15 février 1818, banquier et négociant de coton à Londres et Paris, marié à Grace Valentin Sykes,
  - William Pendrell Waddington, né en Angleterre en 1791, naturalisé français en 1818, mort à Rome le 6 mars 1821, manufacturier, marié en 1818 avec Jeanne Marie Pauline Tzaut ;
    - Charles-Pendrell Waddington (1819-1914) marié 7 décembre 1853 avec Marie Denis (1832-1926)
      - Louise Waddington (1854-1918) mariée le 7 octobre 1880 avec Maurice Sibille (1847-1932)
      - Albert Waddington (1861-1926)[5], maître de conférences à la faculté des lettres de Lyon, marié le 5 mai 1891 avec Pauline Ferrand (1866-1952).

  - Thomas Waddington, né à Londres le 25 décembre 1793, mort le 3 septembre 1869 à Ax-les-Thermes, manufacturier à Saint-Rémy-sur-Avre, marié en 1825 à Londres avec Janet MacKintosh Chisholm (1800-1890)[6]
    - William Henry Waddington (1826-1894), président du Conseil, marié en 1850 avec Mathilde Lutteroth (1826-1852),
      - Henri Waddington (1852-1939)[7]

    - Francis Colin Waddington (vers 1828-1864), marié en 1862 avec Louise Gabrielle Vernes (1842-1921), fille du banquier Félix Vernes,
    - Mary Isabella Waddington (1833-1869),
    - Richard Pendrell Waddington (1838-1913)[8], sénateur, marié en 1860 avec Louise Mary Ann Colisson-Miles (1840-1903)
      - Francis Waddington (1864-1869)
      - Walter Francis Chisholm Waddington (1864-1920)[9]
      - Frédéric Arthur Waddington (1865-1949) marié à Hélène Victorine Ferrand (1868-1958)[10]
      - Marguerite Waddington (1870-1952) mariée en 1890 avec Marcel Delmas (1865-1911), fils d'Émile Delmas
      - Alice Hélène Waddington (1878-1939)

  - Frédéric Waddington (1803-1873) marié en 1832 avec Clémentine Froment (1810-1889)[6],[11]
    - Hélène Waddington (1832- )
    - Frédéric Evelyn Waddington (1841-1894)[12]

## Distinction
- Officier de la Légion d'honneur en 1894[13].

## Publications
- De la Psychologie d’Aristote. Paris : Joubert, 1848, thèse de doctorat ès lettres
- De Petri Rami vita, scriptis. Paris : Joubert, 1848, thèse de doctorat ès lettres
- De l’Utilité des études logiques. Paris, 1850
- De l'utilité des études logiques. Paris : Ladrange, 1851
- Ramus (Pierre de la Ramée) - Sa vie, ses écrits et ses opinions. Paris : C. Meyrueis et Cie, 1855. Genève : Slatkine Reprints, 1969
- Essais de logique : leçons faites à la Sorbonne de 1848 à 1856. Paris : A. Durand, 1857
- De l'idée de Dieu et de l'athéisme contemporain. Paris, A. Durand, 1858
- De l’âme humaine, études de psychologie Paris : Hachette, 1862
- Des Erreurs et des préjugés populaires. Paris, Hachette, 1866
- Descartes et le spiritualisme. Paris : Ch. Lahure, 1868
- Dieu et la conscience. Paris : Didier et Cie., 1870
- La Philosophie de la Renaissance. Paris : Ch. Meyrueis, 1872
- Les Antécédents de la philosophie de la Renaissance. Paris, Meyrueis, 1873
- De la science du bien, 1875
- Pyrrhon et le pyrrhonisme ; mémoire pour servir à l'histoire du scepticisme. Paris : A. Picard, 1876
- De l’Autorité d’Aristote au Moyen Âge. Paris : A. Picard, 1877
- La renaissance des lettres et de la philosophie au XVe siècle. Paris, A. Picard, 1878
- Platon : Criton ou le Devoir du citoyen. Paris, Hachette, 1885
- Mémoire sur l’authenticité des écrits de Platon. Paris, Picard, 1886
- Le Parménide de Platon, son authenticité, son unité de composition, son vrai sens. Paris, A. Picard, 1888
- L'Athéisme en France ; la fin du XVIIIe siècle, 1892
- Des idées morales dans l'antique Égypte. Paris : A. Picard, 1893
- Aristote écrivain et moraliste. Paris : Alphonse Picard & Fils, 1898
- Tableau historique de la philosophie grecque avant Socrate. Paris : A. Picard, 1900
- La Philosophie ancienne et la critique historique. Paris : Hachette, 1904

## Sources
- Ressources relatives à la recherche :   - La France savante
  - Thèses de doctorat ès lettres soutenues en France de 1808 à 1940